# Григоре, Всеволод Алексеевич
Всеволод Алексеевич Григоре (Григорьев, рум. Vsevolod Grigore; род. 1958, с. Нижняя Жора, Оргеевский район, Молдавская ССР, СССР) — молдавский дипломат. Чрезвычайный и полномочный посол. Кандидат филологических наук (1987).
Постоянный представитель Республики Молдова при ООН (2002—2006).

## Биография
Родился в 1958 в селе Нижняя Жора Оргеевского района Молдавской ССР.

### Образование
Кандидат филологических наук (1987). В Минском государственном педагогическом институте иностранных языков защитил диссертацию на тему: Семантико-прагматические функции риторических вопросов во французском языке.
Доктор французской филологии. С 1994 по 1995 получил степень в университете Западный Париж — Нантер-ля-Дефанс.
Владеет русским, французским и английским языками.

### Трудовая деятельность
С 1994 по 1996 занимал ряд преподавательских должностей и был заведующим кафедрой современных языков в Международном независимом университете Молдовы.
С 1996 по 1999 — советник, заместитель директора и генеральный директор Департамента Европы и Северной Америки министерства иностранных дел Республики Молдова, член коллегии МИД.
С 1999 по 2002 — советник-посланник посольства Республики Молдова в США.
С 16 октября 2002 по 19 мая 2006 — постоянный представитель Республики Молдова при ООН в ранге чрезвычайного и полномочного посла. 15 января 2003 вручил верительные грамоты генеральному секретарю ООН Кофи Аннану.

## Семья
Женат, есть сын.